# Phỉ Balkan
Corylus maxima là một loài thực vật có hoa trong họ Betulaceae. Loài này được Mill. mô tả khoa học đầu tiên năm 1768. Đây là loài bản địa đông nam châu Âu và tây nam châu Á, từ Balkan đến Ordu ở Thổ Nhĩ Kỳ. 
Đây là loài cây bụi rụng lá cao 6–10 m, với thân dày tới 20 cm. Các lá hình tròn, dài 5–12 cm, rộng 4–10 cm, với mép có răng cưa kép.

## Hình ảnh

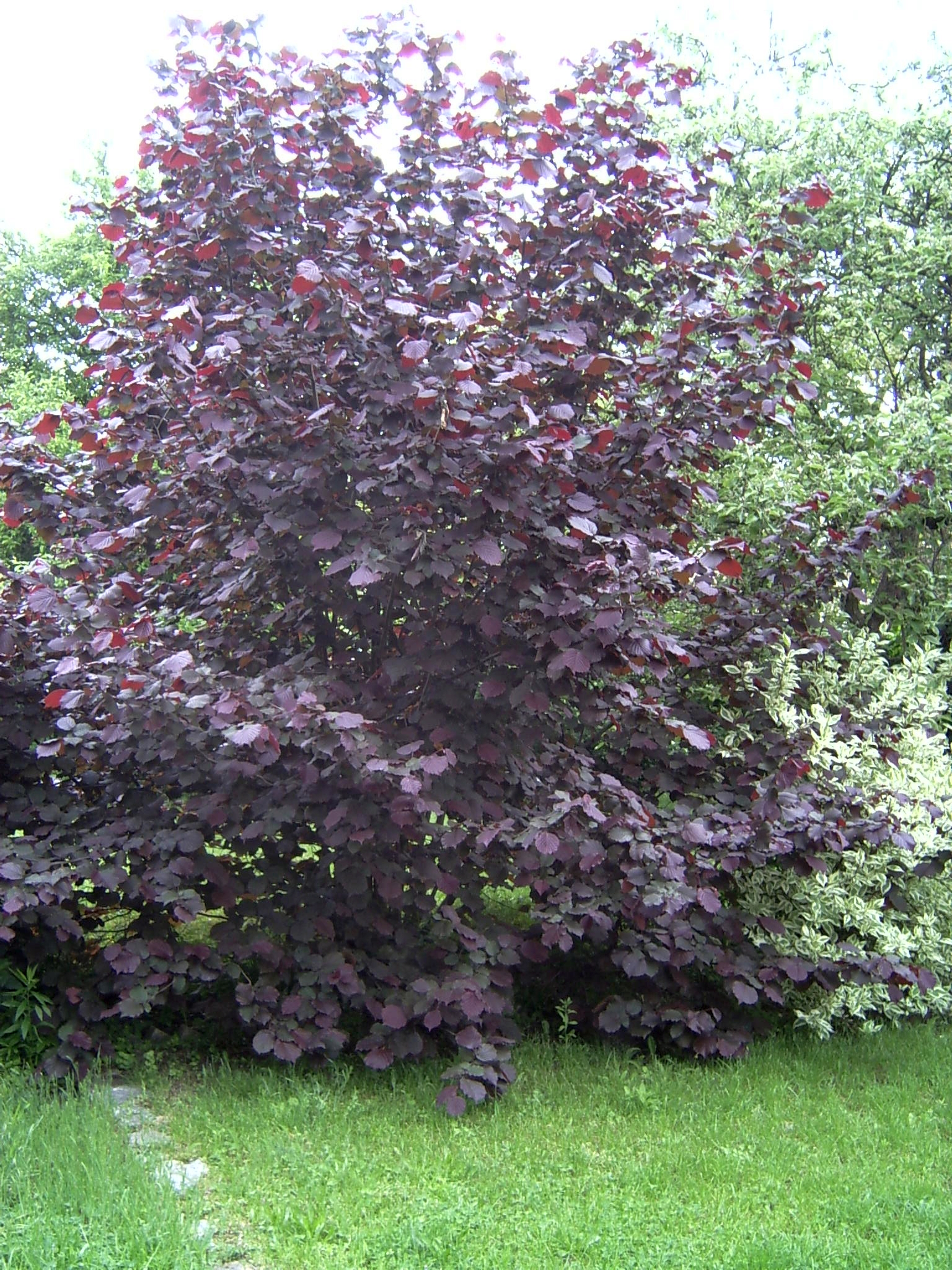
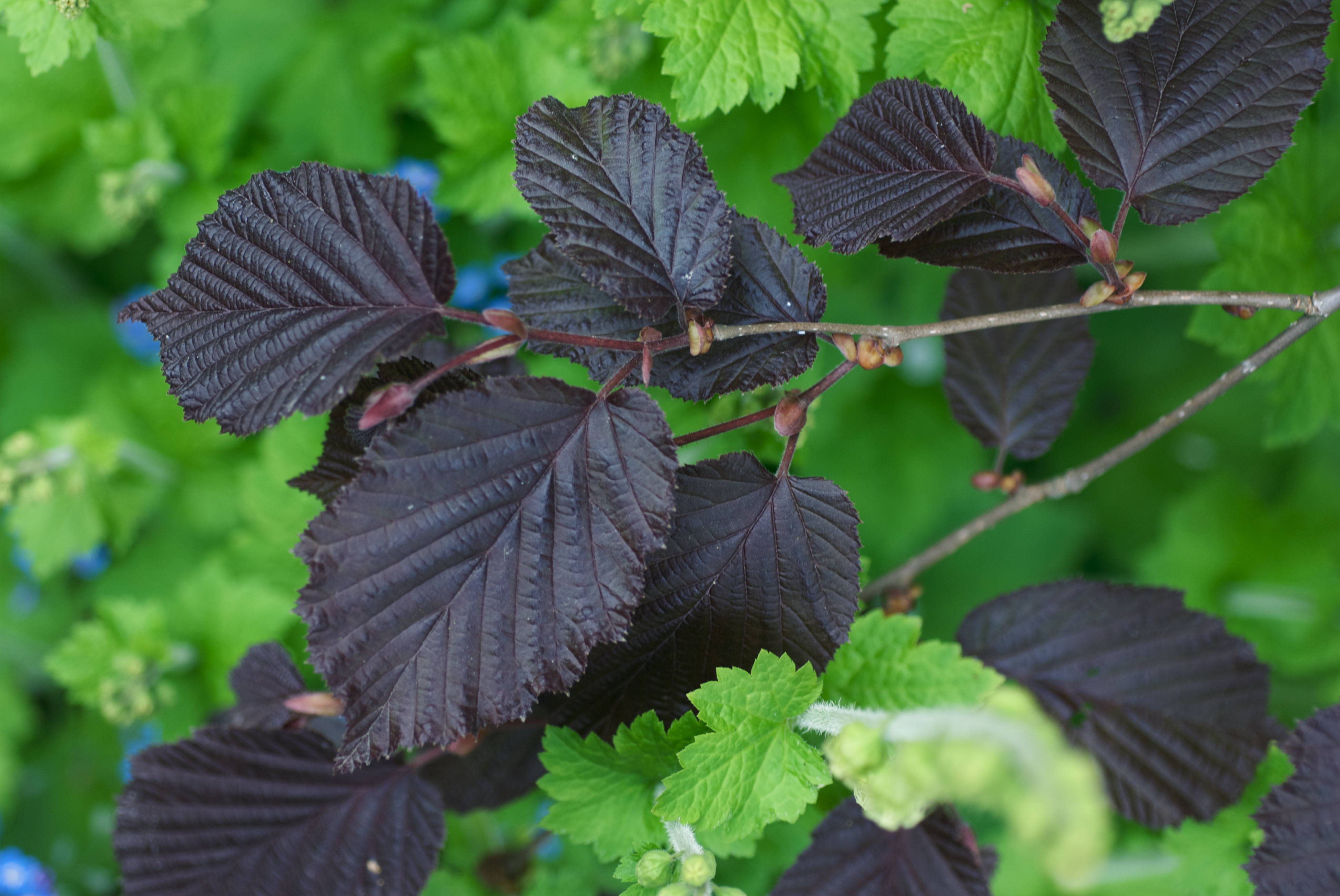
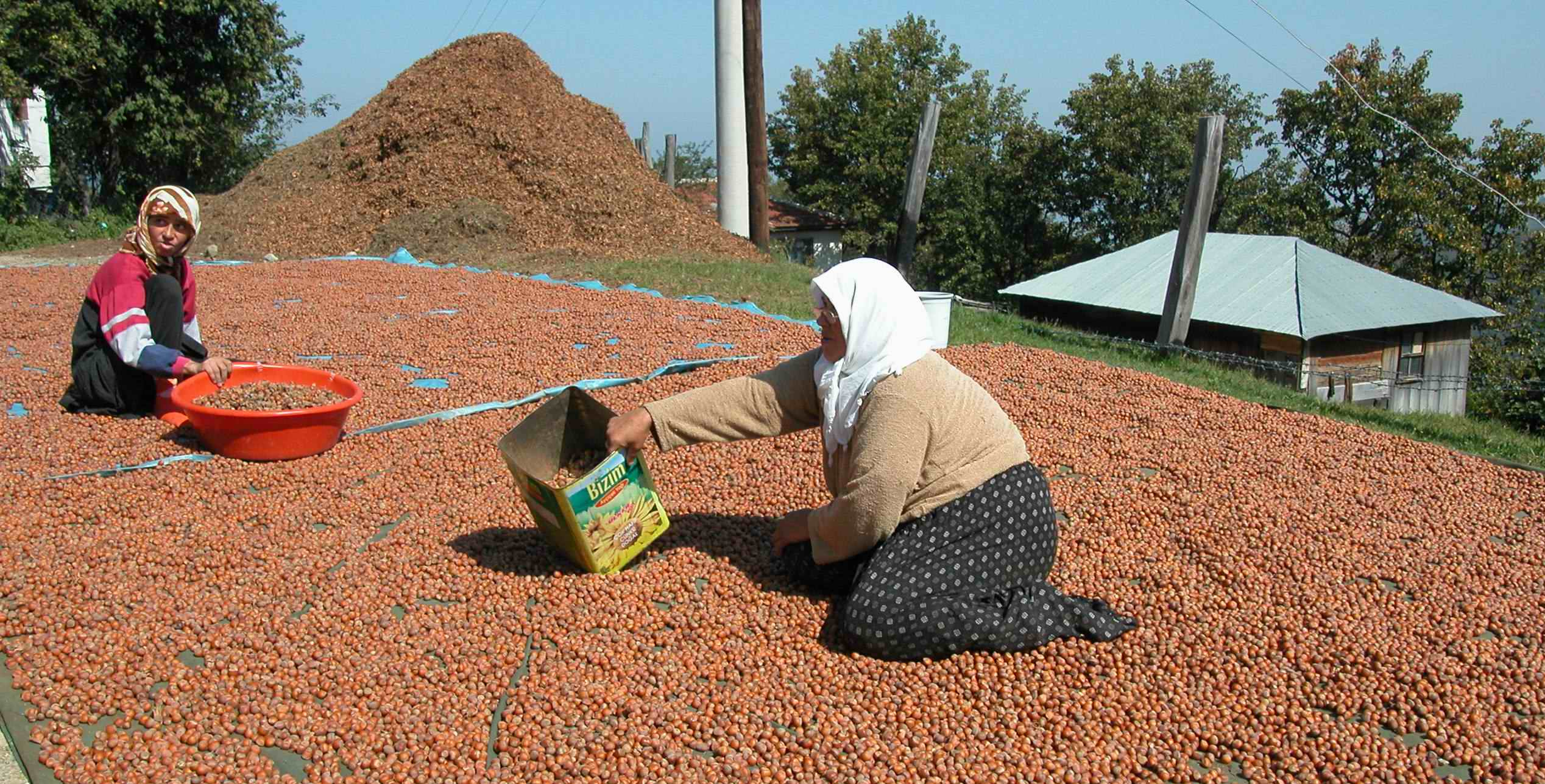
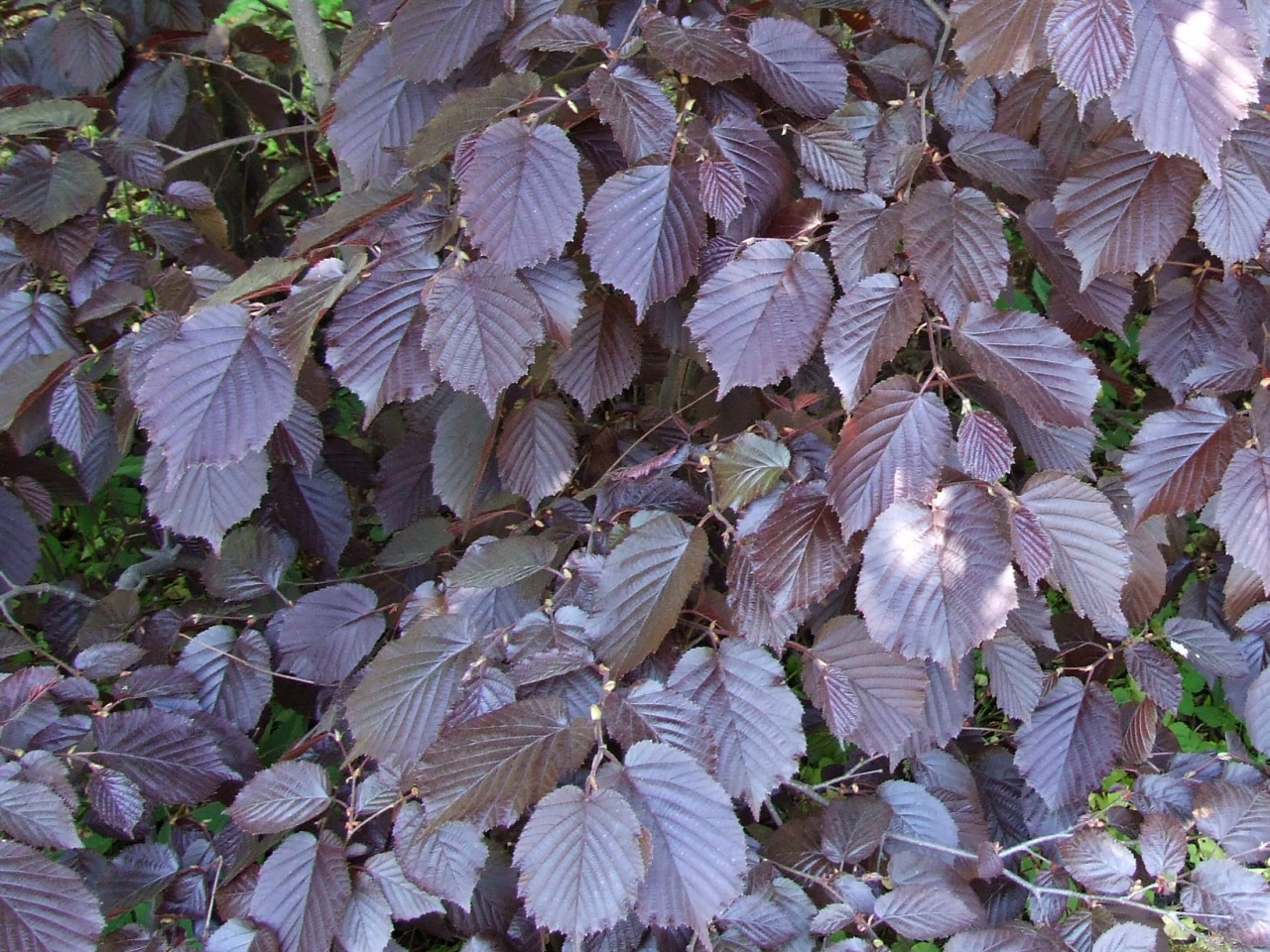